# 아주신문 삼효각
아주신문 삼효각은 충청북도 청주시 상당구에 있다. 2015년 4월 17일 청주시의 향토유적 제15호로 지정되었다.

## 개요
아주신씨 신협, 신지익과 그의 아들 신첨심의 효행을 기리기 위해 세운 정려각이다.